# TOCA Touring Car Championship
TOCA Touring Car Championship (chiamato TOCA Championship Racing negli Stati Uniti) è il primo videogioco della serie TOCA Touring Cars, incentrato sulla British Touring Car Championship, sviluppato e pubblicato da Codemasters nel 1997 per PlayStation, Microsoft Windows e Game Boy Color.

## Automobili e piloti
- Honda Accord - James Thompson e Gabriele Tarquini
- Audi A4 - Frank Biela e John Bintcliffe
- Vauxhall Vectra - John Cleland e Derek Warwick
- Volvo S40 - Rickard Rydell e Kelvin Burt
- Ford Mondeo - Will Hoy e Paul Radisich
- Nissan Primera - David Leslie e Anthony Reid
- Peugeot 406 - Tim Harvey e Patrick Watts
- Williams Renault Laguna - Alain Menu e Jason Plato

Utilizzando dei trucchi è possibile anche utilizzare una Cadillac rosa e un carro armato.

## Circuiti
- Donington Park Grand Prix
- Donington Park National
- Silverstone International
- Thruxton
- Brands Hatch Indy
- Oulton Park Fostors
- Croft
- Snetterton
- Knockhill
- Lavaland (bonus)

## Recensioni
- Super Consolle PlayStation 100%: "Ogni elemento di TOCA è stato curato nei minimi dettagli. Consigliato senza riserve." 91%
- Official Playstation Magazine: "Un gioco eccezionale per il realismo e coinvolgimento. Molto buoni sia la grafica che il sonoro." 9/10
- Play: "Veloce e divertente gioco di corse". 92%
- Next Station: "Secondo solo a Gran Turismo." 92%
- PlayStation Power: 92%
- Consolle & Videogame: 5/5